# Ivan Šibenčanin
Ivan Šibenčanin (Šibenik?, oko 1640. – Cividale del Friuli, 19. rujna 1705.) hrvatski skladatelj. Po zvanju svećenik. Djelovao je u Italiji i Engleskoj.
Glazbu je vjerojatno učio kod venecijanskog skladatelja Giovannija Legrenzija kod kojeg je usavršio i orguljaško umijeće. U prvom razdoblju stvaralačkog života djeluje kao kapelnik katedrale Cividale del Friuli (do 1663.) godine. Od 1663. do 1666. djeluje kao tenorist u kapeli crkve sv. Marka u Veneciji.
Drugi dio proživio je u Londonu (od 1666. do 1673.) na dvoru Karla II i kao orguljaš u kapeli engleske kraljice Katerine. 
Treći dio života započinje povratkom u Italiju gdje djeluje kao maestro di cappella u Torinu, a onda - do smrti - u Cividale del Friuli te u malom mjestu Corbolo. 
Ivan Šibenčanin s hrvatskom domovinom je bio vezan labavim vezama. Ali se nije odricao svoga podrijetla. Dokaz tome nalazimo u dodatku njegova imena kojim se služio pri potpisivanju, a pod kojim je ušao u europske glazbene leksikone. Kao i Vinko Jelić, i on je na sličan način potvrđivao svoju nacionalnu pripadnost oblikom Sebenico, dokazom da je potekao iz grada Šibenika. 

## Djela
Bio je svojevremeno vrlo poznat kao skladatelj opera. Iz trećeg, posljednjeg razdoblja njegova života datiraju njegove tri opere: Atlanta, izvedena u Torinu 1673., Leonida in Sparta (Torino, 1689.) i L'oppresso sollevato (Strpljen - spašen), Venecija 1692. Opere su poznate jedino po naslovima jer se partiture smatraju izgubljenima. 
Od skladateljevih djela danas su dostupna samo četiri skladbe očuvane u rukopisu. Pripadaju vokalno-instrumentalnom području glazbenog izričaja, a nastala su na duhovne tekstove.
Troglasni motet O dolor, o moeror (O boli, o tugo) pisan je za alt, tenor i bas uz pratnju orgulja. 
Misa s izvornim naslovom L'imitazione zoccolantissima (Najsmjernije, najskromnije oponašanje), pisana je za dvostruki zbor soprana i basova uz orgulje. 
Djelo Responsorio di S. Antonio di Padova namijenjeno je solo glasu uz pratnju dviju violina i orgulja. 
Lauda Jerusalem Dominum - veći motet (crkvena kantata) pisan je za peteroglasni vokalni i manji instrumentalni sastav. U njemu dolazi do izražaja barokna raskošnost zvuka, profinjena toplina solističkog tretmana glasova, bogatstvo harmonijskog izraza te ugođajna raznovrsnost. Pisan je na latinski tekst 147. psalma. 